# Folkförsörjningsminister
Folkförsörjningsminister (finska: kansanhuoltoministeri) var den av Finlands ministrar som var chef för folkförsörjningsministeriet, ett av Finlands ministerier 1939–1950. I Sverige hette den motsvarande ministern folkhushållningsminister.
I regeringen Linkomies fanns det samtidigt tre övriga ministrar i folkförsörjningsministeriet utöver själva folkförsörjningsministern. Av dessa var Jalo Aura enbart minister i folkförsörjningsministeriet, medan N.A. Osara var dessutom minister i jordbruksministeriet och Henrik Ramsay utrikesminister.
| Tid på posten | Namn               | Parti               | Regering                      | Minister i folkförsörjningsministeriet            |
| ------------- | ------------------ | ------------------- | ----------------------------- | ------------------------------------------------- |
| 1939–1940     | Rainer von Fieandt | opolitisk           | Cajander III Ryti I           | ingen                                             |
| 1940          | Väinö Tanner       | Socialdemokraterna  | Ryti II                       | ingen                                             |
| 1940–1941     | Väinö Kotilainen   | opolitisk           | Ryti II Rangell               | Toivo Salmio Henrik Ramsay                        |
| 1941–1942     | Atte Arola         | Agrarförbundet      | Rangell                       | Henrik Ramsay                                     |
| 1942–1943     | Henrik Ramsay      | Svenska folkpartiet | Rangell                       | Siivo Kantala och Toivo Ikonen                    |
| 1943–1944     | K.J. Ellilä        | Agrarförbundet      | Linkomies Hackzell U. Castrén | Jalo Aura, N.A. Osara och Henrik Ramsay Jalo Aura |
| 1944–1945     | Kalle Jutila       | Agrarförbundet      | Paasikivi II                  | Jalo Aura och Eero A. Wuori                       |
| 1945–1946     | Kaarlo Hillilä     | Agrarförbundet      | Paasikivi III                 | Uuno Takki och Eero A. Wuori / Onni Hiltunen      |
| 1946–1948     | Taavi Vilhula      | Agrarförbundet      | Pekkala                       | Yrjö Murto och Erkki Härmä                        |
| 1948–1950     | Onni Toivonen      | Socialdemokraterna  | Fagerholm I                   | Erkki Härmä/Emil Huunonen                         |